# Makrychori (Kavala)

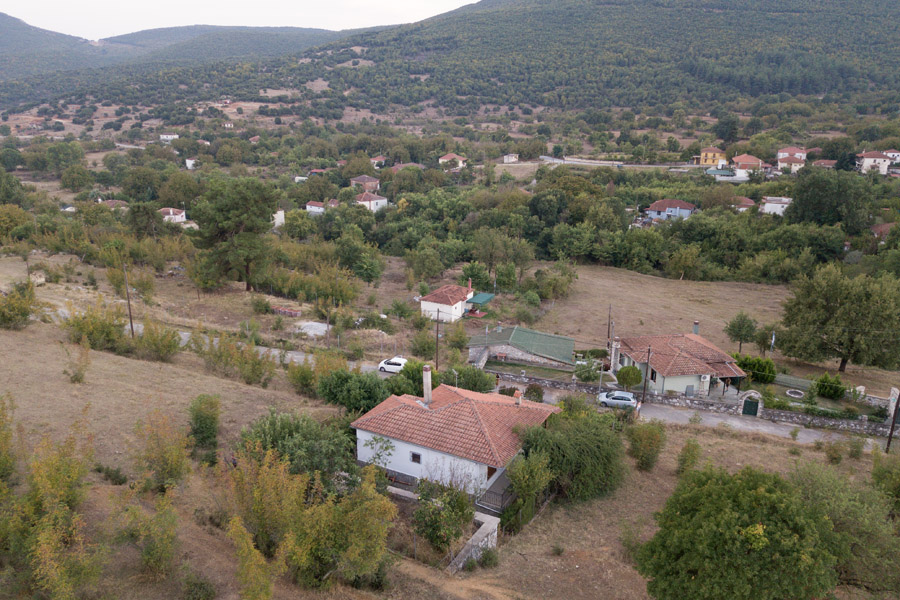
Luchtfoto van het dorp

Makrychori (Grieks: Μακρυχώρι Καβάλας) is een dorp in Noord-Griekenland. Het behoort tot de gemeente Nestos in de bestuurlijke regio Oost-Macedonië en Thracië (regionale eenheid Kavala). In 2021 had het dorp 112 inwoners. Het bevindt zich op een hoogte van 220 meter in het berggebied van Lekani, 32 kilometer ten noordoosten van Kavala. Door zijn ligging wordt het beschouwd als de poort naar de dorpen behorende tot de voormalige gemeente Oreino
Ten noorden van het dorp bevinden zich locaties waar erts werd gewonnen. Op basis van gevonden aardewerk moeten deze tussen de 4e en 2e eeuw voor Christus zijn ontstaan. Uit het erts werd ijzer gewonnen en mogelijk ook edele metalen, zoals goud. Het is niet bekend of de ertswinning zich voortzette in de Byzantijnse tijd. Plaatsnamen in het dorp als Mandem Tsifliki, Mandem Lofos en Mandem Kara kunnen wijzen op ertswinning tijdens de Turkse overheersing.
Makrychori (tot 1926 Ouzoun Kioi genoemd) had aan het begin van de 20e eeuw ongeveer 1000 inwoners, allen moslim. Na de bevolkingsuitwisseling vestigden zich 164 Griekse vluchtelingenfamilies in het dorp. Volgens een peiling in 1928 had het dorp 673 inwoners, terwijl het inwonertal toenam tot 1063 in 1940. Met de gemeentelijke herindeling (Karpodistrias-programma) werd Makrychori opgenomen in de gemeente Oreino, waar het voorheen een zelfstandige gemeente was, waartoe ook de dorpen Kryoneri, Nikites en Platania behoorden.
In het dorp bevindt zich het kerkje van de Verheffing van het Heilig Kruis (Ypsosis tou Timíou Stavrou).